# Roger Etchegaray
Roger Marie Élie Etchegaray (Espelette, 25 de setembro de 1922 — Cambo-les-Bains, 4 de setembro de 2019) foi um cardeal francês e vice-decano do Colégio Cardinalício. Morreu aos 96 anos, então o mais idoso cardeal vivo, na França natal.

## Episcopado
Nasceu em 1922 em Espelette, localidade francesa da região da Aquitânia, junto à fronteira com a Espanha.
Etchegaray foi ordenado padre em 13 de julho de 1947, na paróquia de Bayonne, na França. Foi nomeado bispo-titular de Gemellae in Numidia e bispo-auxiliar de Paris, em 1969.

## Prelazia
No ano seguinte, em 1970, é elevado a Arcebispo de Marselha. Já em 1975, é nomeado Prelado da Missão da França em Pontigny, ligado à arquidiocese de Dijon. Em 1979, é elevado a Cardeal, como cardeal-presbítero da Sé titular de São Leão I. Em 1984, torna-se presidente do Pontifício Conselho Justiça e Paz e do Pontifício Conselho Cor Unum. Em 1995, retira-se do Pontifício Conselho Cor Unum e, em 1998, do Pontifício Conselho Justiça e Paz, sendo feito cardeal-bispo de Porto-Santa Rufina. Em 2005, é confirmado como vice-decano do Colégio de Cardeais.
Foi seu principal consagrante o Cardeal François Marty. Foi o principal consagrante de vários arcebispos e cardeais, entre eles, Cardeal Dom Jorge María Mejía, arcebispo Dom Iván Antonio Marín López e arcebispo Dom Anatole Milandou.

### Incidente
Na noite de 24 de Dezembro de 2009, o cardeal fracturou o fémur durante a celebração da Missa do Galo, na Basílica de São Pedro, no Vaticano, em consequência de ter tentado proteger o Papa Bento XVI da agressão de que foi vítima, por uma jovem de 25 anos, mentalmente desequilibrada e que, saltou o cordão de segurança montado entre os fieis e os sacerdotes e, conseguíu agarrar violentamente a batina do Sumo Pontífice e, fazer com que este se estatelasse no chão, em pleno corredor da nave central da basílica, pois o incidente ocorreu no início da celebração, quando o Santo Padre e os restantes cardeais se dirigiam em cortejo para o altar.
A jovem, de nacionalidade suíça e que, já havia tentado o mesmo no Natal do ano anterior, embora aí fosse travada pela segurança antes de chegar ao corredor da basílica, foi imediatamente levada à força para fora da basílica pelas autoridades do Vaticano, sendo detida de imediato e, o Papa saíu ileso deste ataque, tendo celebrado a missa normalmente mas, Etchegaray, que caminhava a seu lado, colocou-se na trajectória da agressora para o proteger, tendo se desequilibrado também e, caído no chão, lesionado o fémur. Foi de seguida examinado e operado no Hospital Gemelli, em Roma, hospital que costuma prestar serviços médicos ao Vaticano.
Em janeiro de 2017, pediu permissão ao Papa Francisco para voltar a residir na sua região francesa, embora fosse Vice-Decano dos Cardeais e, portanto, deveria morar em Roma.
Na tarde do 04 de setembro de 2019, em Bayonne (França), morreu, aos 96 anos, no mesmo dia que se tornara o mais idoso cardeal vivo.